# Chad Chaiyabutr
Chad Aaron Chaiyabutr (tiếng Thái: แชด แอฬอน ชัยบุตร; sinh ngày 13 tháng 12 năm 1991) là một cầu thủ bóng đá người Thái Lan-Hoa Kỳ thi đấu ở vị trí tiền đạo cho câu lạc bộ ở Thai League 2 Army United.

## Đời sống cá nhân
Chad là con trai của Cherdsak Chaiyabutr, từng là một tuyển thủ quốc gia. Bố anh là người Thái Lan và mẹ anh là người Hoa Kỳ.